# Bowser
För andra betydelser, se Bowser (olika betydelser).
Kung Bowser Koopa (japanska: 大魔王クッパ, Daimaō Kuppa, ungefär "Storpukherren Rissoppa"), vanligen bara kallad Bowser eller Kung Koopa, alternativt Kung Krut i Videobolagets dubb av The Super Mario Bros. Super Show!, är en fiktiv figur och huvudantagonisten i Nintendos datorspelsserie Super Mario. Han dök upp första gången 1985 i spelet Super Mario Bros. och har varit med i så gott som alla andra Mariospel, varenda Mario TV-serie och varje Mariofilm sedan dess.
Bowser är kungen av Koopa, en fiktiv ras av sköldpaddsliknande varelser, samt högste befälhavare för deras armé Koopatrupperna (engelska: The Koopa Troop). Bowser och hans armé agerar huvudskurken i det mesta av Mario-serien och därmed även ärkefiende till huvudkaraktären Mario och hans broder Luigi, de så kallade "Mariobröderna". Bowsers mål genom serien är främst att kidnappa Svamprikets prinsessa Peach och ta över kungadömet, och i ett andra steg ta över världen och slutligen hela galaxen.

## Skapelse
Bowser skapades av Shigeru Miyamoto som fiende i spelet Super Mario Bros.. Miyamoto övervägde att döpa honom antingen till Kuppa, Yukke eller Bibinba, men valet blev Kuppa. När spelet släpptes i Nordamerika översattes först namnet till Koopa och figuren fick sedan namnet Bowser.
När spelet skapades frågade Miyamoto en illustratör om denne kunde rita figurerna till spelet. Men de råkade i tidspress så Miyamoto ritade till slut spelkartongens illustration själv. På bilden syntes Bowser med grå-blå hud och brandgult hår, ett utseende som senare förändrats. Senare anställdes Yoichi Kotabe, en animetecknare, på Nintendo och fick förfrågan om att göra nya teckningar för Mario-serien. Bowser fick därefter sitt nuvarande utseende.

## Historia

### Bowser i Mario-serien

#### Super Mario World 2: Yoshi's Island
Bowsers första framträdande i kronologisk ordning var i Super Mario World 2: Yoshi's Island. Han var då barn, och kallades för Baby Bowser. Han låg och sov men vaknade av tumult i sovrummet då Kamek, hans beskyddare, attackerades av Baby Mario och Yoshi. Kamek förvandlade då Baby Bowser till en jättes storlek, men denne besegrades snart av Yoshi.

#### Yoshi's Story
I spelet Yoshi's Story, stal Baby Bowser arten Yoshis lyckoträd, Super Happy Tree, och förvandlade deras ö, Yoshi's Island, till en sagobok full med fiender, men en nyfödd Yoshi besegrade Baby Bowser och återställde ordningen.

#### Super Mario Bros.
Bowsers första framträdande som vuxen var i spelet Super Mario Bros.. I spelet anföll Bowser och hans armé, The Koopa Troop, Mushroom Kingdom och kidnappade Princess Toadstool. Mario och Luigi anlände till kungadömet och besegrade Bowser och återställde ordningen i landet. Bowser upprepade samma sak i Super Mario Bros.: The Lost Levels, men blev återigen besegrad.

#### Super Mario Bros. 3
Bowser återvände i Super Mario Bros. 3, men hade denna gång sällskap av sina sju underhuggare/yngre släktingar, The Koopalings. Varje barn erövrade varsitt land i Mushroom World och Bowser kidnappade åter Prinsessan Peach. Mario och Luigi gav sig av för att frita de erövrade kungadömena och besegrade Bowser i slutet av spelet.

#### Super Mario World
Bowser och hans släktingar Koopalings återvände dock snabbt i Super Mario World, där Prinsessan Peach åter blev kidnappad när hon var på semester med Mario och Luigi i Dinosaur Land, en ögrupp som innefattar bland annat Yoshi's Island. Åter fick Bowser se sig besegrad i slutet av spelet efter en strid på Bowsers slottstak.

#### Super Mario 64
I spelet Super Mario 64 och i remaken Super Mario 64 DS invaderade Bowser Prinsessan Peach slott och stal dess kraft som kom från Power Stars, levande stjärnor med magiska krafter. Han använde kraften för att skapa världar innanför de olika tavlorna i slottet, där han också gömde stjärnorna. Peach och många av hennes betjänter blev också fängslade innanför slottets väggar och kunde bara friges om Mario, som anlänt till slottet i tron att Peach hade bakat en tårta åt honom, återställde stjärnornas krafter. Bowser stred i spelet mot Mario tre gånger, men besegrades av Mario som grabbade tag i hans svans och kastade honom på bob-ombs (bomber).

#### Super Mario Sunshine
I Super Mario Sunshine introducerades Bowsers åttonde barn, Bowser Jr.. Bowser hade berättat för sin son att Peach var hans mamma och att Mario kidnappat henne. Bowser Jr. antog skepnaden av Shadow Mario och vandaliserade Isle Defino med graffiti (goop), och fick Mario att framstå som en brottsling. Bowser Jr. kidnappade också Prinsessan Peach och jagades av Mario, som tvingades städa upp all graffiti. Mario mötte sedan Bowser och dennes son i en strid på vulkanen Corona Mountain, där Bowser, genom att spruta eld, försökte döda Mario samtidigt som Bowser Jr. attackerade Mario med Bullet Bills. De besegrades dock av Mario.

#### New Super Mario Bros.
I New Super Mario Bros. dyker Bowser och Bowser Jr. upp igen och attackerar Prinsessan Peach slott. Bowser Jr. kidnappar Peach och Bowser strider mot Mario. Otroligt nog besegras Bowser i striden genom att ramla ner i lava, men förvandlades till Dry Bowser, en odöd version av sig själv. Bowser Jr. återupplivar sin far i slutet av spelet med en magisk dryck, och duon stred sedan mot Mario, men besegras av denne. I slutet av spelet ses sedan Bowser Jr. släpa iväg sin medvetslösa far i svansen, uppenbarligen förödmjukad.

#### Super Mario Galaxy
I Super Mario Galaxy far en stor komet genom galaxen. Denna komet är i själva verket ett observatorium som får sin kraft av Power Stars (kraftstjärnor). Bowser attackerar observatoriet och stjäl stjärnorna för att kunna använda kraften till att bli galaxens härskare. Han planerar sedan att skapa en egen galax med stjärnkraften som ska få alla andra galaxer att kollapsa. Han kidnappar återigen Prinsessan Peach. Han skickar ut Bowser Jr. att leda The Koopa Troop för att erövra andra galaxer. Mario gav sig ut i rymden, samlade på sig kraftstjärnorna och besegrade The Koopa Troop och Bowser. Tillsammans återställde alla Power Stars allt Bowser skapat och skickade tillbaka alla dit de hörde hemma. Bowser offrade nästan sitt liv i striden mot Mario, och han var glad över att fortfarande vara vid liv. Han återvände till sitt slott för att planera flera attacker.

#### New Super Mario Bros. Wii
I New Super Mario Bros. Wii dök Bowser åter upp, denna gång i sällskap av Koopalings och Bowser Jr. Barnen erövrade åtta av Mushroom Worlds kungadömen. Bowser kidnappade tillsammans med Kamek Prinsessan Peach och tog henne till Bowsers slott. Mario besegrade först Bowsers barn och återställde freden på planeten, sedan stred han mot Bowser i dennes slott. När Mario besegrat Bowser och trodde han vunnit, dök Kamek upp och förvandlade Bowser till en jätte. Bowser jagade Mario genom slottet och sprutade eld mot honom. Mario lurade dock Bowser genom att få golvet under honom att kollapsa så den onde kungen ramlade ner i lava. Han överlevde dock detta och sågs i slutet av spelet bli hjälpt upp av sina underhuggare, dock hade vägarna i slottet börjat ge vika och det slutade med att hela slottet rasade ner på Bowser, barnen och Kamek.

#### Super Mario Galaxy 2
I Super Mario Galaxy 2 dök Bowser åter upp och invaderade Mushroom Kingdom tillsammans med Bowser Jr.. Han hade åter stulit Power Stars (kraftstjärnor), vilka förvandlat honom till en jätte. Han kidnappade Prinsessan Peach och flydde ut i rymden, skrytande om att han åter hade byggt en egen galax i universums mitt. Mario gav sig åter ut i rymden, samlade på sig Power Stars och stred mot Bowser. Mario besegrade honom igen och som straff för att Bowser stal kraftstjärnorna minskades hans storlek rejält.

### Bowser iedutainment-spel

#### Mario is Missing!
Bowser orsakade mycket problem i Mario is Missing!. Händelserna utspelas på jorden, där Bowser försöker smälta Antarktis för att översvämma hela planeten. Mario, Luigi och Yoshi besegrade dock honom.

#### Mario's Time Machine
I Mario's Time Machine byggde Bowser en tidsmaskin som han reste tillbaka i tiden med för att stjäla konst från det förflutna. Han blev dock stoppad av Mario, som skickade tillbaka konsten med tidsmaskinen.

### Bowser i Yoshi-spel

#### Yoshi's Safari
I Yoshi's Safari erövrade Bowser Jewelry Land, ett kungadöme på planeten Mushroom World. Mario och Yoshi besegrade honom och återställde ordningen.

#### Yoshi's Universal Gravitation
I Yoshi's Universal Gravitation attackerar Bowser och hans armé Yoshi's Island. Dock förvandlar en ande ön till en sagobok och Yoshi måste ut på äventyr genom alla kapitel för att hitta och besegra Bowser.

#### Yoshi's Island DS
I Yoshi's Island DS reste Bowser och Kamek bakåt i tiden för att söka efter en magisk kraft. De kidnappade Baby Mario, Baby Luigi, Baby Peach, Baby Donkey Kong, Baby Wario och till och med Baby Bowser, han själv som liten. I slutet av spelet besegrades dock Bowser av de han kidnappat, och den dåtida Kamek skickade sedan tillbaka Bowser och den framtida Kamek dit de hörde hemma.

### Bowser i sport/spin-off-spel

#### Mario Kart-serien
Bowser har varit med i alla Mario Kart-spel. I Mario Kart: Double Dash!!, där två karaktärer tävlar i samma kart, tävlar han tillsammans med Bowser Jr..

#### Mario Party-serien
I Mario Party-serien dyker Bowser ofta upp för att stjäla Power Stars (kraftstjärnor) och mynt från spelare. Han har även egna minispel i de flesta Mario Party-spel, där förloraren mister Power Stars eller mynt. I Mario Party 2 tog Bowser över Mario Land och spelet gick ut på att besegra honom.

#### Mario Golf-serien
Bowser finns med som spelbar i alla spel i Mario Golf-serien sedan Mario Golf till Nintendo 64. I vissa spel har han dock varit upplåsbar.

#### Mario Baseball-serien
Bowser är spelbar i Mario Superstar Baseball och i uppföljaren Mario Super Sluggers. I spelen är han kapten för sitt lag och en väldigt kraftfull spelare. Bowser Jr. tar även över alla arenor i det land där de spelar, Baseball Kingdom. Marios lag vinner turneringen i Mario Super Sluggers och i segerfesten som följer försöker Wario och Waluigi göra sig kvitt Mario genom att skjuta en Bullet Bill på honom. Mario räddas dock av Bowser, av den enda anledningen att om Mario sattes ur spel skulle Bowser inte ha någon värdig ärkerival.

#### Mario & Sonic-serien
Bowser finns med som en stark spelbar karaktär i Mario & Sonic at the Olympic Games och i Mario & Sonic at the Olympic Winter Games.

#### Paper Mario-serien

##### Paper Mario
I Paper Mario invaderade Bowser och dennes rådgivare, Kammy Koopa, landet Star Haven och stal kraften från kraftstjärnorna där. I spelet besegrade Bowser Mario för första gången någonsin, men segern varade inte länge då Mario använde stjärnornas kraft mot Bowser och besegrade honom i slutet av spelet.

##### Paper Mario: The Thousand-Year Door
I Paper Mario: The Thousand-Year Door nås Bowser av nyheten att någon annan kidnappat Peach, och gjorde det till sitt uppdrag att rädda henne - för att sedan själv kunna kidnappa henne.

##### Super Paper Mario
I Super Paper Mario följer Bowser med Mario, Luigi och Peach för att stoppa en ond trollkarl, Count Bleck, från att förstöra alla världar. I detta spel gifter sig faktiskt Bowser och Peach, men bröllopet är arrangerat.

#### Super Smash Bros.-serien
Bowser skulle ha varit med som en spelbar figur i Super Smash Bros., men på grund av problem med dataanimeringen togs han bort. Han var dock med som spelbar i Super Smash Bros. Melee och i Super Smash Bros. Brawl. I Super Smash Bros. Brawls Adventure Mode, kallat Subspace Emissary, stjäl Bowser och hans hantlangare Donkey Kongs bananer. Han allierar sig med Ganondorf och leder en armé för att försöka ta över världen.

#### Mario & Luigi-serien

##### Mario & Luigi: Superstar Saga
I Mario & Luigi: Superstar Saga stjäl en häxa Prinsessan Peachs röst. Bowser hjälper Mario och Luigi att återfinna den - för att sedan själv kunna kidnappa henne.

##### Mario & Luigi: Partners in Time
I Mario & Luigi: Partners in Time råkar Bowser oavsiktligen ramla ner i ett tidshål som skickar honom tillbaka i tiden när han var liten. Han och hans yngre variant, Baby Bowser, slog sig ihop och stred mot Mario, Luigi, Baby Mario och Baby Luigi. Han skickas dock tillbaka till sin rätta tid igen.

##### Mario & Luigi: Bowser's Inside Story
I Mario & Luigi: Bowser's Inside Story är Bowser delvis en spelbar figur i olika scener. Fawful tar kontroll över Peachs slott och Bowsers slott med hjälp av en ond kraftstjärna, en Dark Star. I spelet tvingas Bowser samarbeta med Mario och Luigi för att få tillbaka sitt slott.

### Bowser i övriga Mario-spel

#### Hotel Mario
I Hotel Mario förvandlade Bowser och The Koopalings Mushroom Kingdom till deras eget semesterparadis och fick Prinsessan Peach att bli en "permanent gäst" på ett av deras hotell. Mario och Luigi lyckades dock besegra The Koopalings och Bowser, och räddade sedan Prinsessan Peach.

#### Super Mario RPG: Legend of the Seven Stars
I Super Mario RPG: Legend of the Seven Stars kidnappar Bowser Prinsessan Peach och flyr med henne till sitt slott. Men Mario tar upp jakten och besegrar Bowser i strid. Bowser allierar sig sedan med Mario för att ta tillbaka sitt slott som har erövrats av ett rivaliserande gäng.

#### Wrecking Crew '98
I spelet Wrecking Crew '98, började Bowser bygga nya fort, innanför gränsen till Mushroom Kingdom. Mario förstörde dock alla fort och räddade kungadömet.

#### Super Mario Ball
I Super Mario Ball kidnappar Bowser åter Prinsessan Peach, men besegras åter av Mario.

#### Super Princess Peach
I Super Princess Peach tillfångatar Bowser Mario, Luigi och Toad. Peach räddar i spelet Mario, Luigi och Toad och besegrar Bowser i strid.

### Bowser i TV-serier och filmer

#### Tecknade TV-serier
I DiC Entertainments tecknade Mario-serier, The Super Mario Bros. Super Show!, The Adventures of Super Mario Bros. 3 och Super Mario World, dyker Bowser upp som huvudfiende, precis som i spelen. I serierna har Bowser en rad olika alter ego-namn.

#### Super Mario Bros.
I filmen Super Mario Bros. dyker Bowser upp som en människoliknande varelse.

#### Super Mario Bros.: Peach-hime Kyushutsu Dai Sakusen!
I den tecknade filmen Super Mario Bros.: Peach-hime Kyushutsu Dai Sakusen! kidnappar Bowser Prinsessan Peach och försöker tvinga henne att gifta sig med honom, men blir besegrad i strid av Mario.

#### Super Mario
I Super Mario spelar Bowser åter fienderollen. Serien baserar sig på olika sagor. I den första historien kidnappar Bowser och hans barn Prinsessan Peach, men hon räddas av Mario. I den andra historien spelar Bowser en väldigt liten roll, medan han i den tredje historien, som återberättar sagan om Snövit, spelar rollen som den onda drottningen.

### Bowser i litteratur

#### Nintendo Adventure Books
I Nintendo Adventure Books var Bowser åter huvudfienden i nästan alla böcker.

#### Super Mario Adventures
I Nintendo Powers komiska serier Super Mario Adventures försöker Bowser åter gifta sig med Prinsessan Peach och hypnotiserar flera Yoshis till att vara hans slavar. Mario och Luigi ledde dock de hypnotiserade Yoshis till Bowsers och Peach bröllop och de attackerade Bowser. Mario besegrade sedan Bowser i strid.

### Bowser i andra spel

#### The Legend of Zelda: Ocarina of Time
I The Legend of Zelda: Ocarina of Time dyker Bowser upp på en tavla innanför ett fönster synligt från Prinsessan Zeldas bakgård i Hyrule Castle. I Lon Lon Ranch har dessutom Malon och Talon varsitt spänne runt sina halsdukar som föreställer Bowsers ansikte.

#### The Legend of Zelda: Majora's Mask
I The Legend of Zelda: Majora's Mask, i staden Termina, möter Link två systrar som också bär spännen runt sina halsdukar som föreställer Bowsers ansikte.

#### Pikmin 2
I Pikmin 2 dyker Bowsers ansikte upp på en skattkista.

## Familj

### Koopaungarna
Bowser har 7 undersåtar/underhuggare som först introducerades i Super Mario Bros 3 som Bowsers avkomma. De kallas för koopaungarna (engelska: The Koopalings) och har setts i åtskilliga Mario spel och TV-serier. Koopaungarna är alla namngivna och baserade på kända musiker från 80-talet:
- Iggy Koopa
- Wendy O. Koopa
- Larry Koopa
- Morton Koopa Jr.
- Ludwig von Koopa
- Roy Koopa
- Lemmy Koopa

Sedan introduktionen av karaktären Bowser Jr. som Bowsers son i Super Mario Sunshine (2002) har koopaungarna blivit reducerade till "släktingar", förmodligen adoptivsyskon eller kusiner på något sätt till Bowser Jr. och är ej längre Bowsers avkomma i modern kanon.

### Fru
I tidningen The UK Nintendo Power introduceras en kvinnlig Koopa som Bowsers fru. Hennes namn är Clawdia. Hon dog dock när Bowser Jr. föddes.

### Husdjur
I Nintendo Comic System dyker det upp en kanin, Pookie, som visar sig vara husdjur åt Bowser och hans barn.

### Kusiner
I filmen Super Mario Bros. introduceras två kusiner till Bowser, Iggy och Spike.

## Röstskådespelare i TV-serierna
- The Great Mission to Save Princess Peach: Akiko Wada
- Mario Ice Capades: Christopher Hewett
- The Super Mario Bros. Super Show!: Gunnar Ernblad (svensk röst)
- The Adventures of Super Mario Bros. 3: Kenneth Milldoff (svensk röst)
- The Super Mario Bros. Super Show!, The Adventures of Super Mario Bros. 3, Super Mario World: Harvey Atkin
- King Koopa's Kool Kartoons: Christopher Collins och Pat Pinney

## The Koopa Troop
The Koopa Troop, Turtle Tribe eller Koopa Clan, är en militär organisation ledd av Bowser. Organisationens mål är att ta över världen. De har ofta tagit över Mushroom Kingdom och även försökt ta över hela Mushroom World. Organisationens bas är i Bowsers land, Dark Land.

### Organisation
The Koopa Troop har utöver fotsoldater tillgång till en flotta och ett luftvärn. Trots organisationens storlek blir den ofta besegrad av Mario och Luigi. Mario och hans vänner blev hedersmedlemmar i organisationen i spelet Super Mario RPG: Legend of the Seven Stars för att de hjälpte Bowser.

### Raser
Organisationen består av:
- Koopas
- Shy Guys
- Whomps
- Thwomps
- Piranha Plants
- Goombas
- Monty Moles
- Boos
- Bob-ombs
- Chain Chomps
- Mr. I:s
- Crystals
- Brrr Bits
- Lakitu's
- Octoomba's

### Ledare
Högste ledare för organisationen är Bowser. Bowsers barn intar en särställning i organisationen som mindre generaler. Bowsers båda rådgivare, Kamek och Kammy Koopa intar en liknande ställning. I övrigt finns det så kallade "Marionettledare", som är ledare över de raser som finns i armen. Dessa är: King Bob-omb, King Boo, Big Mr. I, Baron Brr, Chief Chilly, Crystal King, General Guy, King Lakitu, Goomba King, King Kaliente, Petey Pianha och King Whomp.

### Målsättningar
Organisationens huvudmål är att ta över världen. Men de har även mål som:
- Besegra Mario och hans vänner.
- Kidnappa Peach så att Bowser kan gifta sig med henne.
- Skapa en galax åt Bowser.

## Övrigt
- Baby Bowser har ofta förväxlats med Bowser Jr., vilket är en missuppfattning då Baby Bowser är namnet på Bowser som barn och Bowser Jr. är ett av Bowsers barn.
- Bowser gör en cameoroll i Disneyfilmen Röjar-Ralf.